# Nicole Ledermann
Nicole Ledermann bzw. Nicki Ledermann (* 8. Januar 1968 in München) ist eine deutsche Maskenbildnerin, die hauptsächlich in den Vereinigten Staaten tätig ist.

## Leben
Ledermann wuchs in Deutschland auf und absolvierte ihr Abitur am Pestalozzi-Gymnasium München, mit dem Schwerpunkt Latein und Kunst. Nach zwei Jahren Studium an der Hochschule für Musik in München, zog sie im Jahr 1988 nach New York.
Ledermann ist mit dem US-amerikanischen Film- und Fernsehregisseur, Filmproduzent und Drehbuchautor Alan Taylor verheiratet. Aus der Ehe gingen zwei Töchter und ein Sohn hervor.

## Karriere
Ledermann wurde für ihre Arbeit an der TV-Show Sex and the City zweifach für einen Emmy nominiert und erhielt 2004 den Hollywood Makeup Guild Award. Im Jahr 2006 wurde sie für ihre Leistungen mit dem „Designing Women Award“ von „New Yorker Frauen im Film und Television“ ausgezeichnet. Für Der Teufel trägt Prada erhielt Nicki 2007 eine BAFTA-Nominierung und im Jahr 2011 gewann sie einen Emmy Award für ihre Make-up- und Design-Arbeiten an der Pilotfolge der Serie Boardwalk Empire bei der Martin Scorsese Regie führte. Außerdem arbeitete sie für den Film Inside Llewyn Davis der Coen-Brüder; für zwei Folgen der TV-Serie The Knick von Steven Soderbergh sowie für eine Episode von Vinyl erhielt sie 2015 und 2016 insgesamt drei weitere Emmy-Nominierungen. 2019 war sie u. a. an der Produktion von Joker und The Irishman beteiligt, für die sie mehrere Nominierungen für das beste Make-up und Hairstyling erhielt, darunter bei der Oscarverleihung 2020 und den
BAFTA Awards 2020.

## Filmografie (Auswahl)
- 1995: Palookaville
- 1996: Walking and Talking
- 1996: Caught – Im Netz der Leidenschaft (Caught)
- 1998–2004: Sex and the City (Fernsehserie)
- 1999: Election
- 1999: Einfach unwiderstehlich (Simply Irresistible)
- 2000: Risiko – Der schnellste Weg zum Reichtum (Boiler Room)
- 2000: Tiefe der Sehnsucht (Passion of Mind)
- 2000: Den Einen oder Keinen (Down To You)
- 2001: Seitensprünge in New York (Sidewalks Of New York)
- 2006: Der Teufel trägt Prada (The Devil Wears Prada)
- 2006: Zum Ausziehen verführt (Failure To Launch)
- 2007: P.S. Ich liebe Dich (P.S. I Love You)
- 2008: Sex and the City – Der Film (Sex and the City: The Movie)
- 2009: After.Life
- 2009–2010: Bored to Death (Fernsehserie)
- 2010: Valentinstag (Valentine’s Day)
- 2010–2014: Boardwalk Empire (Fernsehserie)
- 2013: Side Effects – Tödliche Nebenwirkungen (Side Effects)
- 2013: Inside Llewyn Davis
- seit 2014: The Knick (Fernsehserie)
- 2016: Vinyl (Fernsehserie)
- 2016: The Comedian – Wer zuletzt lacht
- 2017: Greatest Showman
- 2019: The Kitchen – Queens of Crime
- 2019: Joker
- 2019: The Irishman